# Novi stanar
Novi stanar (francuski Le Nouveau Locataire) je apsurdna drama koji je 1955. napisao Eugène Ionesco. Radnja je slična radnji mnogih Ionescovih djela: neka radnja se zbiva na pozornici i nadjača likove djela. Glavni likovi drame su jedan gospodin, kućepazitelj i dva selitelja. Kućepazitelj govori kao gospodin, a "novi stanar" iz naslova stalno zapovijeda seliteljima koji neprestano donose namještaj.